# Edmund Gilbert Baker
Edmund Gilbert Baker ( 1864-1949) fue un botánico y farmacéutico inglés. Era hijo del botánico John Gilbert Baker y de Mary Gilbert (1813-1875).

## Obras
- Synopsis of Malveae, 1895

- The plants of Milanji, Nyassa-land. Con James Britten. 1894

- Catalogue of the Plants collected by Mr. & Mrs. P.A. Talbot in the Oban district, South Nigeria. London (impreso por orden de Trustees, British Museum (Natural History)

- Leguminosae of Tropical Africa, parte 1, [1]-215, ene 1926; parte 2, [i-iii], 216-607, jul 1929; parte 3, [i-iii], 608-693, abr 1930.[1]

- La abreviatura «Baker f.» se emplea para indicar a Edmund Gilbert Baker como autoridad en la descripción y clasificación científica de los vegetales.[2]